# Невероватна пустоловина Била и Теда
Невероватна пустоловина Била и Теда (енгл. Bill & Ted's Excellent Adventure) је америчка акциона пустоловна филмска комедија Стивена Херека из 1989. године, по сценарију Криса Метисона и Еда Соломона.
Бил (Алекс Винтер) и Тед (Кијану Ривс) су другови из средње школе који оснивају бенд. Међутим, ускоро ће пасти на часу историје, што значи да ће Теда послати у војну школу. Добијају помоћ од Руфуса (Џорџ Карлин), путника из будућности у којој је њихов бенд темељ савршеног друштва. Уз коришћење Руфусовог времеплова, Бил и Тед путују у различите тачке у историји, враћајући се са важним личностима како би им помогли да заврше своју коначну презентацију историје.

## Радња
Далека будућност, 2688, град Сан Димас. Руфус путује у прошлост у свом времеплову, прерушен у телефонску говорницу, како би упознао Двојицу великих - Била С. Престона Есквајера и Теда "Теодора" Логана, осниваче Вајлд Сталионса, чија ће музика постати основа за утопијску будућност. Руфус је сазнао да су 1988. пријатељи имали проблема са испитом о историји. Ако га не положе, биће избачени из школе и група неће постојати.
У међувремену, Бил и Тед се припремају за свој извештај тако што питају посетиоце продавнице Сиркл К.о. разним историјским личностима. Изненада, телефонска говорница пада са неба, а Руфус им се представља. Пријатељи су у почетку скептични према Руфусовим разговорима, али су уверени да је он у праву када се иста кабина спусти у близини са њима на броду. Будући Бил и Тед објашњавају ситуацију својим прошлим верзијама и нестају. Руфус објашњава да ова машина путује кроз контуре историје и може да одведе власника било где у времену. Путују у Аустрију 1805. и упознају Наполеона Бонапарту, који се спрема да поведе француске царске снаге у битку. Враћајући се у 1988., Руфус оставља телефонску говорницу за пар, говорећи им да су слободни да је користе, али само да предају свој историјски извештај. Бил и Тед откривају да су случајно довели Наполеона са собом из своје прошлости. Затим долазе на идеју: узмите различите историјске личности из прошлости и питајте их шта мисле о савременом Сан Димасу (тема извештаја је шта би различите историјске личности мислиле о Сан Димасу). Остављајући Наполеона на бригу Тедовом млађем брату, Дакону, пријатељи путују у прошлост.
Прво са собом воде Билија Кида са Дивљег запада и Сократа из античке Грчке. После одлазе у Енглеску у 15. веку. Тамо виде принцезе Елизабету и Џоану, али, покушавајући да их спасу од брака из интереса, ухвати их краљ (највероватније, ово је Хенри VIII). Они успевају да побегну од погубљења уз помоћ Билија и Сократа и настављају пут кроз време. Убрзо одводе Сигмунда Фројда, Лудвига ван Бетовена, Џингис Кана, Јованку Орлеанку и Абрахама Линколна. После неких принудних поправки, нађу се у 1988. години, али у јучерашњој, где сусрећу себе из прошлости.
Остављајући историјске ликове у тржном центру да се навикну на савремени свет, Бил и Тед крећу за Наполеоном. Али испоставило се да га је Дикон оставио синоћ у куглани. Пријатељи траже Наполеона и проналазе га како се забавља у воденом парку Ватерло. Враћајући се у тржни центар, пар сазнаје да је Тедов отац ухапсио све историјске личности због хаоса који су тамо изазвали. Пријатељи разумеју да треба да користе времеплов да би добили кључеве од камера и да их полиција не ухвати у станици. Сви иду у школу, где организују репортажу у виду рок концерта. Извештај је одличан успех и они су положили испит.
На крају, Руфус посећује Била и Теда на њиховој „проби“ у гаражи и честита им на полагању извештаја, дајући им нове гитаре. Са њим долазе и принцезе Елизабета и Џоана, које је спасао од оца и увео у савремени свет, а Руфус открива да су и оне биле у групи. Тада сва четворица почињу да играју, иако нико од њих не зна да игра. Руфус се окреће ка камери и каже: „Научиће да играју.